# Młynary
Młynary (germană Mühlhausen in Ostpreußen) este un oraș în Polonia.